# Zdravko Rađenović
Zdravko Rađenović (en serbi: Здравко Раденовић, nascut el 5 de setembre de 1952), és un exjugador d'handbol iugoslau, que va participar en els Jocs Olímpics d'Estiu de 1976 i en els Jocs Olímpics d'Estiu de 1984.
Va néixer a Bačka Palanka, Sèrbia, llavors RFS de Iugoslàvia.
El 1976 fou membre de l'equip iugoslau que va acabar cinquè a l'olimpíada de 1976. Hi va jugar tots sis partits, i marcà dotze gols.
Vuit anys més tard, a Los Angeles 1984, formà part de la selecció iugoslava que va guanyar la medalla d'or. Hi va jugar tots sis partits, i marcà deu gols.